# Guams damlandslag i fotboll
Guams damlandslag i fotboll representerar Guam i fotboll på damsidan. Dess förbund är Guam Football Association.